# Aprendizaje con videojuegos
El Aprendizaje con videojuegos es una técnica educativa que consiste en el aprendizaje a través de juegos y/o videojuegos y que se encuadra dentro de la más amplia metodología de la ludificación. Con la creciente expansión de la digitalización durante el siglo XXI, el aprendizaje con videojuegos se ha vuelto una técnica habitual en los distintos niveles educativos.  

## Apuntes sobre el estudio del juego digital
En el año 1938, el antropólogo Johan Huizinga publicó Homo Ludens, donde expuso que el acto de jugar es una actividad social, libre de todo interés material u obligación, separada de la vida ordinaria con límites de tiempo, espacio y reglas. Esta perspectiva sobre el concepto del juego fue ampliada más tarde, en 1961, por el sociólogo Roger Caillois en el libro Men, Play and Games, en el que sumó a la propuesta de Huizinga la incertidumbre del juego y su condición de actividad incierta, definiendo así un concepto vinculado a términos de normas, desafíos, exploración y resultados, propios del aprendizaje en sí mismo.
En España, el aprendizaje con videojuegos se apoya directamente en la LOE, la cual promueve la adquisición de experiencia base en el campo de las tecnologías. Aprovechando esto, los educadores han ido introduciendo este tipo de enseñanza didáctica en la escuela.

## Ludología
Artículo principal: Ludología
La ciencia que estudia los videojuegos se llama «ludología» o estudio de los juegos. Uno de los aspectos principales estudiados por esta ciencia son los impactos positivos y negativos de los videojuegos en las personas. Esta ciencia se ocupa del estudio crítico de los juegos, de su diseño, de los jugadores y de la interacción entre ambos, así como su papel en la sociedad y la cultura. Los métodos usados para recopilar información van desde encuestas e investigaciones etnográficas, hasta experimentos controlados de laboratorio.

## Fundamentos pedagógicos
Pese a que los videojuegos han despertado recelos a lo largo de su historia, no es menos cierto que el aprendizaje basado en los videojuegos parte de una serie de fundamentos pedagógicos específicos:
- Está centrado en el alumno, adaptándose a su evolución a través del incremento de dificultad que se va produciendo a medida que los jugadores van avanzando por los diferentes niveles que componen el juego.
- En algunos de sus aspectos el aprendizaje a través del juego digital parte de los principios propios del responsabilidad, derivado del aprendizaje autogestionado y el aprendizaje activo, en cuanto permite al jugador ser consciente de su incidencia y evolución dentro del juego gracias a su interactividad.
- Permite al jugador establecer relaciones causales entre una acción o método con un efecto de consecuencias positivas o negativas de cara a la asunción de objetivos dentro del juego.
- Dependiendo del videojuego, y de su grado de complejidad, permite la exploración y la experimentación con la libertad que otorga el saber que las decisiones tomadas en el juego no tendrán consecuencias en la vida real.
- Mejora la motivación, gracias al grado de inmersión que implican para sus jugadores.
- Permite diferentes métodos de evaluación que se van dando de forma inmediata y simultánea, abarcando desde la recompensa a través de puntos o cambios de nivel hasta las consecuencias que dentro del juego tiene de una decisión determinada, entre otros.
- Además de la competitividad inherente a muchos juegos (digitales o no), permite la colaboración entre diferentes jugadores para alcanzar uno o varios objetivos comunes, permitiéndoles aprender los unos de los otros.
- Debido a su naturaleza digital, y por lo tanto intrínsecamente relacionada con las TIC, permite la adquisición de competencias en el campo de la alfabetización digital y audiovisual, ni que sea desde una perspectiva simple, por acrítica.[1]

A nivel pedagógico, estos fundamentos posibilitan:
- La dinamización de la educación: conseguir que el aprendizaje resulte divertido y entretenido. Logrando con esto, que los alumnos adquieran ciertos contenidos sin ni siquiera percibirlo.
- El incremento de la motivación: al jugar con videojuegos, los estudiantes se sienten partícipes en su aprendizaje siendo los protagonistas y siendo premiados por su esfuerzo mediante vidas extra, medallas, bonus, etc.
- El refuerzo de la práctica: ayuda a entender y aplicar aquellos conocimientos que han sido adquiridos sin crear situaciones de peligro.[3]

## Ventajas de usar los videojuegos como métodos de aprendizaje
Según varias fuentes, los distintos estudios realizados a lo largo de los últimos 15 años han comprobado que los videojuegos deberían utilizarse como herramienta educativa. Algunos de los beneficios con los que cuenta este aprendizaje son: 
- Mejorar la capacidad de respuesta. Según la Universidad de Rochester, agilizan la capacidad de lidiar con imprevistos al plantear problemas y establecer un tiempo para resolverlos.

- Fomentar el trabajo en equipo. Según el Institute for the Future (IFTF), de California, las partidas con varios jugadores con un objetivo común refuerzan la capacidad para resolver problemas de forma colaborativa.
- Estimular la creatividad la atención y la memoria visual. La Universidad de California asegura que refuerzan estas habilidades al plantear retos que obligan a concentrarse, a usar la imaginación y a recordar los detalles para resolverlos.
- Mejorar la estrategia y el liderazgo. Los videojuegos ponen a sus protagonistas en situaciones de mando, mejorando su capacidad para resolver conflictos, dirigir a otros personajes y tomar decisiones según la Universidad de Pittsburgh.
- Aprender idiomas. Según la Universidad de Helsinki, los videojuegos facilitan el aprendizaje de otras lenguas a través de las instrucciones en pantalla, los chats para comunicarse con otros jugadores o la propia narración de la historia.
- Favorecer el pensamiento crítico. El Tecnológico de Monterrey ponía en valor en un artículo el trasfondo ético, filosófico y social de estos juegos y su capacidad para hacer reflexionar a los jugadores y mejorar su pensamiento crítico.[5]